# Samuel Hellström
Samuel Hellström, född 14 september 1977 i Värnamo, uppvuxen i Småland och Halland, är en svensk skådespelare. 
Hellström deltog 1999 i Eurocab, ett internationellt teaterprojekt i Danmark som avslutades med turné i Europa. Därefter har han kunnat ses på scen i bland annat Göteborg, Stockholm och Halmstad. Han har medverkat i en rad kortfilmer, TV-serier och långfilmer, bland andra En sista vals av Teresa Fabik, Upp till kamp av Mikael Marcimain och Snapphanar av Måns Mårlind och Björn Stein. 2012 hade han en roll i långfilmen Call Girl. 
Hellström är bosatt i Göteborg och examinerades som teaterlärare vid Göteborgs universitet våren 2011. 

## Filmografi

### TV
- 1998 – Vänner och fiender (TV-serie)
- 2006 – Snapphanar (TV-serie)[1]
- 2007 – Upp till kamp (TV-serie)[1]
- 2009 – 183 dagar (TV-serie)
- 2010 – Apoteket (TV-serie)
- 2010 – Mötesplatsen (TV-serie)

### Film
- 2000 – En sista vals[1]
- 2002 – Vi som dansar[1]
- 2009 – Ond tro[1]
- 2012 – Call Girl[1]
- 2014 – Her er Harold

## Teater i urval
- 1999 – Utdömd egendom
- 1999 – Kung Ubu
- 2000 – Pizzeria Abdullah
- 2002 – Mad
- 2003 – Sommarnöjet
- 2003 – Hamlet
- 2004 – Kaspar Hauser
- 2008 – Utdömd egendom